# Pierre M. Krause

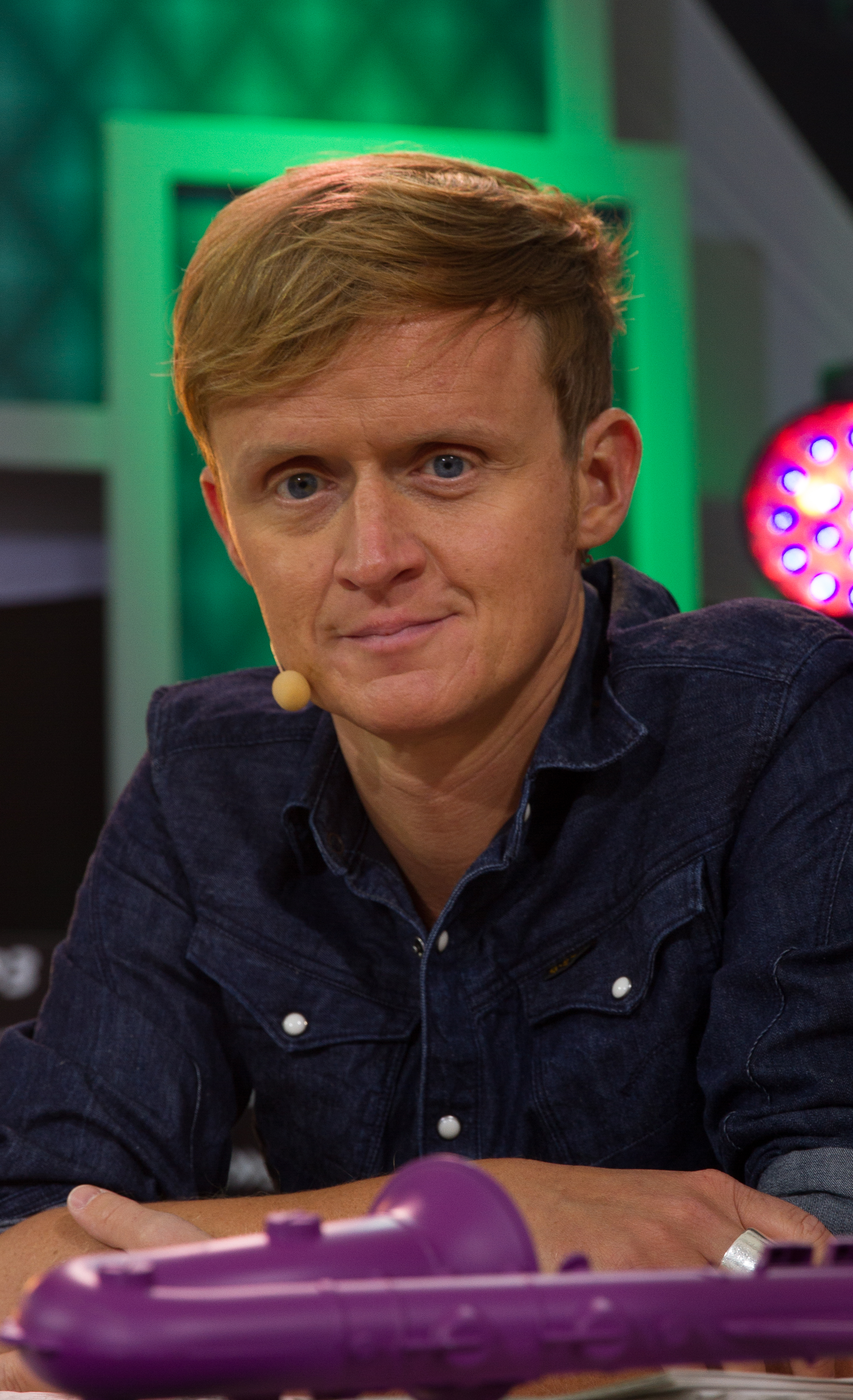
Pierre M. Krause (2013)

Pierre Marcel Krause (* 5. Oktober 1976 in Karlsruhe) ist ein deutscher Fernsehmoderator und Humorist.

## Leben

### Jugend
Krause wuchs in Karlsruhe auf. Sein Vater war Elektriker und arbeitete als Fernmeldetechniker bei der Bundeswehr; seine Mutter war Sachbearbeiterin bei den Karlsruher Stadtwerken. Nach seinem Schulabschluss absolvierte Krause eine Ausbildung als Bankkaufmann. Danach leistete er 1999 seinen Zivildienst in einem Pflegeheim der Arbeiterwohlfahrt Karlsruhe. Am Wochenende moderierte er ehrenamtlich im Klinikfunk. In Köln begann er ein Sprachstudium, das ihm aber nicht zusagte.

### Karriere
Pierre M. Krause machte Kurzfilme, von denen einige mit Preisen ausgezeichnet wurden („Damenbesuch“, „Der Atemräuber“) und bewarb sich noch während seines Studiums mit einigen der Filme bei verschiedenen Fernsehsendern und Produktionsfirmen. Dem Chef von Dasding sagten Krauses Filme zu, so dass er ihm die Möglichkeit gab, die Fernsehsendung Dasding.tv zu entwickeln und zu moderieren. Daraufhin brach Krause nach vier Semestern sein Sprachstudium ab. Nach drei Jahren gab Krause 2005 die Moderation der Sendung auf.
Von Januar 2005 bis Juni 2021 moderierte und gestaltete Pierre M. Krause eine wöchentliche, 30-minütige Late-Night-Show im SWR Fernsehen – Die Pierre M. Krause Show, die bis 2007 SWR3 Ring Frei! und danach bis Februar 2016 SWR3 latenight hieß. Hier begrüßte er prominente Gäste im Studio und produzierte Einspieler für die Show. Die Sendung wurde vor Publikum aufgezeichnet. Filme und Serien in der Sendung stammten aus seiner Feder. Dazu gehörten „Laschewski und Paul“, „Danke, Tanke“, „CSI: Baden-Baden“ u. a. Am 8. November 2020 wurde die 600. Folge ausgestrahlt. Nach 18 Jahren und 616 Ausgaben gab der SWR bekannt, die dienstälteste Late-Night-Show im deutschen Fernsehen einzustellen. Sie lief zum letzten Mal am 6. Juni 2021.
Zusammen mit Anneta Politi moderiert er in unregelmäßigen Abständen bei SWR3 die Radiosendung SWR3 Club Dancenight samstags von 19:00 Uhr bis 0:00 Uhr.
Weitere Fernsehformate, in denen er mitwirkt bzw. mitwirkte, sind: Dings vom Dach (HR-Fernsehen), Kurz gefragt (ARD), Praktikant Pierre (SWR), Es geht um mein Leben! (EinsPlus), Tier hoch vier (Das Erste), die Quizsendung Sag die Wahrheit (SWR), der Comedy Talk Um Antwort wird gebeten (u.A.w.g.) (Comedy Central), Krauses wunderbare Welt (SWR Fernsehen), Die Sofa-Richter (SWR Fernsehen), TV-Helden (RTL) sowie die Sat.1-Show Buchstaben Battle.
Krause war von September 2009 bis zur Sommerpause 2010 im Ensemble von Harald Schmidt in der ARD und gehörte ab September 2011 zum Team der Harald Schmidt Show auf Sat.1 und bis zum Ende der Show auf Sky.
Am 13. Februar 2015 wurde im Ersten die Pilotfolge der Sendung Die Fernseher – Willkommen im TV-Wahnsinn ausgestrahlt, die er zusammen mit Jeannine Michaelsen und Philipp Walulis moderierte.
Seit 2015 besucht Krause in der Reihe Krause kommt jeweils zwei Tage lang Prominente in ihrem Zuhause. In der ersten Folge, die am 1. Mai 2015 im SWR ausgestrahlt wurde, war er bei Tony Marshall in Baden-Baden zu Gast. Es folgten das Playmate des Jahrhunderts Gitta Saxx in Wien, der ehemalige Auslandskorrespondent Ulrich Kienzle und seine Frau Ilse in Wiesbaden sowie in den folgenden Staffeln neben anderen Mathieu Carrière, Henryk M. Broder, Hannes Jaenicke, Werner Mang, Herbert Feuerstein, Harald Glööckler, Judy Winter, Oliver Kalkofe und Ildikó von Kürthy. Im März 2018 hatte er einen Gastauftritt in der Satiresendung Kroymann. Des Weiteren trat er in mehreren Folgen der Improvisation-Comedyshow Mord mit Ansage bei Sat.1 auf.
Seit einigen Jahren moderiert Krause das Baden-Badener New Pop Festival in der Lounge auf der Fieser-Brücke. Des Weiteren moderierte er Ende 2020 die TVNOW-Show Täglich frisch geröstet.
Seit 2020 moderiert er die Sendung Kurzstrecke mit Pierre M. Krause. Zuerst für YouTube konzipiert, läuft das Format, in dem Krause prominente Persönlichkeiten in ihren Heimatstädten oder bei der Arbeit trifft und sie dabei kurz begleitet, auch im Fernsehen und in der Mediathek.
Ursprünglich sollte Krause ab Herbst 2021 eine neue wöchentliche Show für den SWR präsentieren. Seit Ende 2021 ist er Moderator der Sat.1-Impro-Comedy Halbpension mit Schmitz. Am 14. März 2022 gab es die erste Sendung Gute Unterhaltung. Anstatt der eigentlich vorgesehenen wöchentlichen Ausgabe erscheint das Format monatlich.

### Privates
Krause lebte bis 2012 im Baden-Badener Stadtteil Neuweier. Sein Buch Hier kann man gut sitzen beschäftigt sich mit den dort gemachten Erfahrungen. Zurzeit (Stand 2021) lebt er in Karlsruhe.

## Moderationen

### Fortlaufend
- seit 2022: Gute Unterhaltung mit Pierre M. Krause, SWR
- seit 2021: Halbpension mit Schmitz, Sat.1
- seit 2020: Kurzstrecke mit Pierre M. Krause, SWR
- seit 2015: Krause kommt!, SWR

### Früher
- 2005–2021: Die Pierre M. Krause Show, SWR
- 2013–2014: In Deutschland um die Welt, EinsPlus
- 2014: NDR Comedy Contest, NDR
- 2010–2012: Es geht um mein Leben! Die Sendung mit dem Krause, EinsPlus
- 2012: Quiz@home, EinsPlus
- 2004–2005: DasDing.tv, Südwest Fernsehen
- 2004: Tier hoch vier, Das Erste

### Mitwirkender

#### Fortlaufend
- seit 2022: Der unfassbar schlauste Mensch der Welt, RTL
- seit 2003: Sag die Wahrheit; SWR, Das Erste

#### Früher
- 2015: Der Fernseher, Das Erste
- 2016: Ab durch die Heimat, SWR

## Auszeichnungen
Krause wurde mit der Sendung TV-Helden für den Deutschen Fernsehpreis und den Deutschen Comedypreis nominiert und gewann ersteren. Im Jahr 2011 wurde die Show Es geht um mein Leben!, ausgestrahlt auf EinsPlus, zweimal für den Grimme-Preis nominiert. Eine Nominierung gab es für Krause als Moderator, die andere für die Show allgemein.
2014 erhielt Krause den Robert-Geisendörfer-Preis in der Kategorie „Fernsehen als Moderator“ (stellvertretend für das Team Deutschland um die Welt. Israel in Berlin).
Der Verein „Bund Freiheit statt Baden-Württemberg“ (B.F.s.B.W.) hat Krause den Titel „Badener des Jahres 2015“ verliehen.
Seine Sendung "Kurzstrecke" wurde 2024 für einen Grimme-Preis in der Kategorie "Unterhaltung" nominiert.

## Bücher
- Hier kann man gut sitzen. Geschichten aus dem Schwarzwald. Rowohlt, Reinbek 2012, ISBN 978-3-499-62797-2.[6]